# Goloring

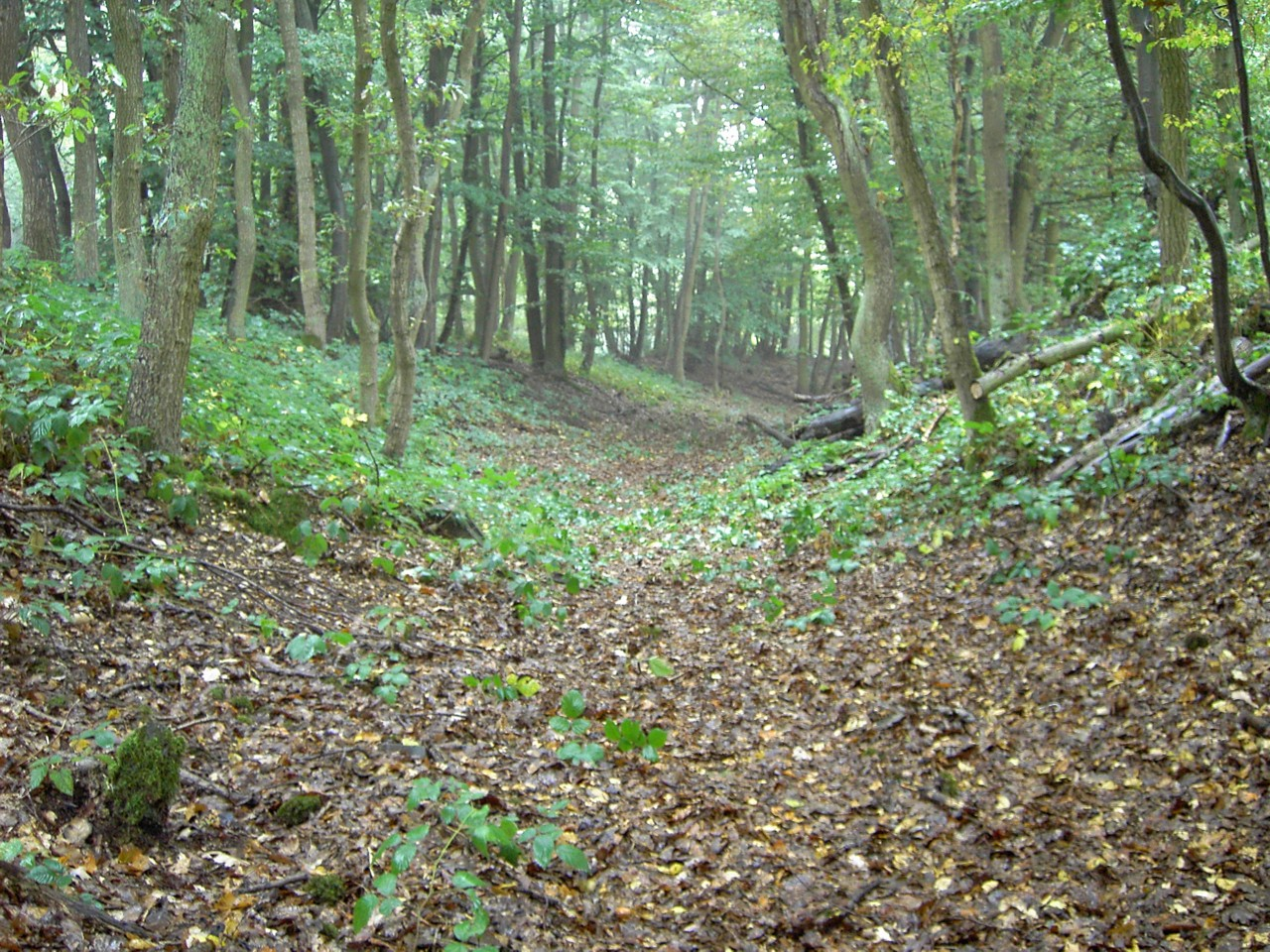
Wall und Graben vom nördlichen Eingang aus in Richtung Osten

Der Goloring bei Wolken in der Nähe von Koblenz ist ein vorgeschichtliches Erdwerk und eingetragenes Kulturdenkmal. Das „Eifel-Stonehenge“ gilt als eine der bedeutendsten archäologischen Anlagen aus der Eisenzeit in Rheinland-Pfalz.

## Lage
Der Goloring liegt auf dem Gebiet der Gemeinde Kobern-Gondorf in unmittelbarer Nähe zur A 48. Die Anlage befindet sich auf einem abgesperrten ehemaligen Bundeswehrgelände (einer ehemaligen Ausbildungsstätte für Diensthunde), das über die L 52 zwischen Koblenz und Polch zu erreichen ist.
Die nächstgelegene Ortschaft ist Wolken. Diese Ortsgemeinde nutzt die zunehmende Popularität der Anlage für ihr Image. Die Gemeindehalle wurde in Goloring-Halle umbenannt und auf der Internetseite der Ortsgemeinde steht: Wolken – Gemeinde am Goloring. Im Oktober 2005 wurde der „Förderverein Goloring e. V.“ in Wolken gegründet. Die umliegenden Gemeinden Kobern-Gondorf, Ochtendung, Bassenheim und Wolken haben gemeinsam mit dem Landkreis Mayen-Koblenz diesen Verein gegründet.
Das Gelände liegt in einer Höhe von etwa 310 bis 320 m ü. NN. Es fällt nach Süden und Südwesten hin flach ab.
Der Goloring ist seit Herbst 2006 eingebunden in den keltischen Rundwanderweg, der auf ca. 7 km von Wolken über den Goloring, den keltischen Fürstensitz auf dem Karmelenberg und Bassenheim wieder nach Wolken führt.

## Beschreibung
Die Anlage ist fast kreisrund. Der Innenraum hat einen Durchmesser von etwa 175 Metern. Mit Wall und Graben beträgt der Durchmesser etwa 190 Meter. Im Westen, Norden und Süden sind Wall und Graben durch einen Eingang unterbrochen. Die Breite des westlichen Eingangs beträgt etwa 40 Meter, die beiden anderen Eingänge sind jeweils etwa 2 Meter breit. In der Mitte des Innenraums erhebt sich etwa 30 Meter von der äußeren Umwallung entfernt ein ebenfalls nahezu kreisrundes Plateau. In dessen Mitte wurde 1940 bei Grabungen unter anderem in etwa einem halben Meter Tiefe eine dunklere Verfärbung im Boden entdeckt. Aus dem Grabungsbefund lässt sich schließen, dass in der Mitte des Golorings ein etwa 50 Zentimeter dicker Pfosten von 8 bis 12 Metern Höhe gestanden haben muss.
Der äußere Wall wurde aus dem Aushub des Grabens aufgeschüttet. Der Graben liegt innerhalb des Walls. Aus der Schichtenfolge des inneren Plateaus lässt sich schließen, dass es künstlich aufgeschüttet wurde. Zwischen Graben und Plateau befindet sich natürlich gewachsener Boden.
Die Ringanlage wurde inzwischen komplett von Bäumen befreit. Viele Spuren der militärischen Nutzung durch die Bundeswehr wurden beseitigt. Dadurch ist die topografische Lage der Anlage nun gut erkennbar und kommt mehr und mehr zur Geltung.

## Untersuchungen
Erste Grabungen auf dem Gelände erfolgten 1940 durch Josef Röder. Dabei wurden mehrere Grabungsschnitte gezogen und im Wesentlichen die weiter oben bereits beschriebenen Feststellungen getroffen. Da das Gelände seit den 1950er Jahren als Standort einer Hundestaffel der Bundeswehr diente, war es lange Zeit nicht zugänglich, blieb aber auch von größeren Eingriffen verschont. Lediglich im Außenbereich entstanden einige kleinere Gebäude die z. T. noch vorhanden sind. Seit der Freigabe des Geländes durch die Bundeswehr Ende 2002 finden Untersuchungen durch das Landesamt für archäologische Denkmalpflege statt.

## Zweck der Anlage
Die Funktion der Anlage ist unbekannt. Röder ordnete die Anlage dem Typ des vor allem aus England bekannten Henge-Monuments zu, die dort allerdings in das späte Neolithikum datieren.
Mit großer Wahrscheinlichkeit handelt es sich beim Goloring nicht um eine Befestigung oder Fluchtburg. Das Gelände ist ungeeignet und Wall und Graben sind von ihren Ausmaßen her nicht ausreichend. Auch die Tatsache, dass der Graben hinter dem Wall liegt, spricht gegen diese Annahme. Außerdem hätte es in der näheren Umgebung für diesen Zweck wesentlich besser geeignete Plätze gegeben.
Das Erscheinungsbild der gesamten Anlage deutet eher darauf hin, dass es sich – ähnlich wie die Henge-Monumente – um ein Heiligtum oder einen Kultplatz handelte. Die Tatsache, dass sich in der Nähe zwei ausgedehnte Grabhügelfelder finden, erhärtet diese Vermutung.
Der Pfahl in der Mitte im Zusammenhang mit den Unterbrechungen der äußeren Umwallung und markanten Geländepunkten in der Umgebung (z. B. Karmelenberg) könnte den Schluss zulassen, dass es sich um eine Sonnenuhr handelte, an der bestimmte Daten im Jahreslauf abgelesen werden konnten (Theorie von Wolfgang Zäck, seit 1985). Möglich erscheint ein Bezug zum Sonnenlauf: Am 7. Mai geht die Sonne über dem Kamelenberg unter, einem wichtigen Datum der Kelten im Jahreslauf (lt. Dr. Wolfgang Zäck). Dieser Lagebezug wurde durch eine in den Wald geschlagene Schneise wieder erlebbar gemacht.

## Alter
Die Entstehung der Anlage wird in die Zeit von 1200 bis 600 vor Christus gesetzt, also in die Urnenfelderzeit bzw. die frühe Hallstattzeit.

## Besichtigung
Das gesamte Gelände ist wegen seiner früheren militärischen Nutzung nicht frei zugänglich. Selten und in unregelmäßigen Abständen finden Führungen für angemeldete Gruppen statt. Am Tag des offenen Denkmals kann der Goloring besichtigt werden.

## Eigentümer
Seit Juni 2004 befindet sich der Goloring im Besitz des Landkreises Mayen-Koblenz. Der Kaufpreis betrug 90.000,00 EUR. Dem ehemaligen Landrat des Landkreises Albert Berg-Winters ist es zu verdanken, dass die Anlage vom Bund übernommen werden konnte.

## Name
Der wohl nicht vor dem 19. oder 20. Jahrhundert belegte Name bezieht sich auf die Legende der Genoveva von Brabant, die in der nicht allzu weit entfernten Fraukirch verehrt wurde. Es heißt, hier sei der Übeltäter Golo hingerichtet worden.

## Bilder

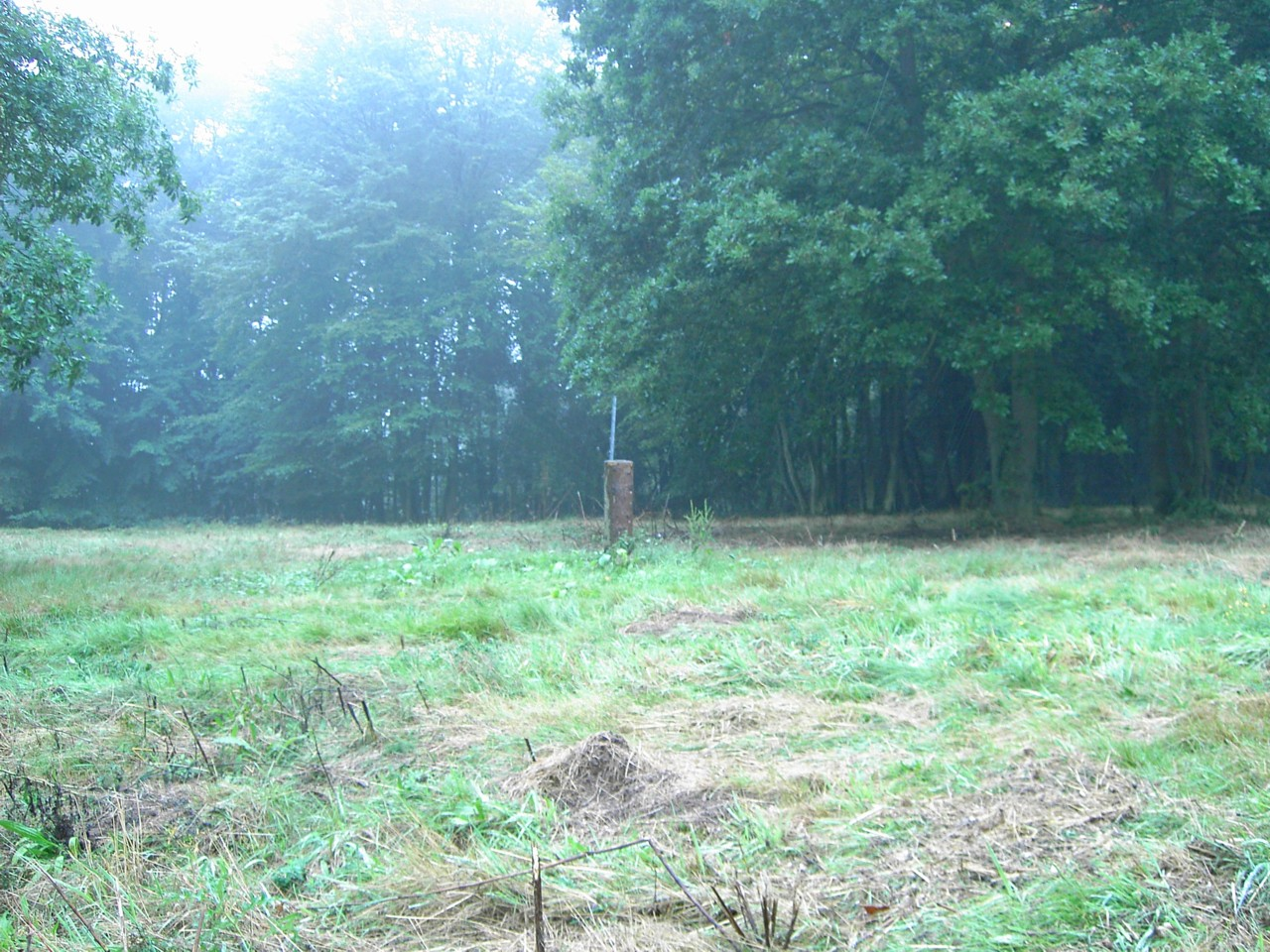
Standort des Pfostens auf dem Plateau, markiert durch einen Fichtenstamm
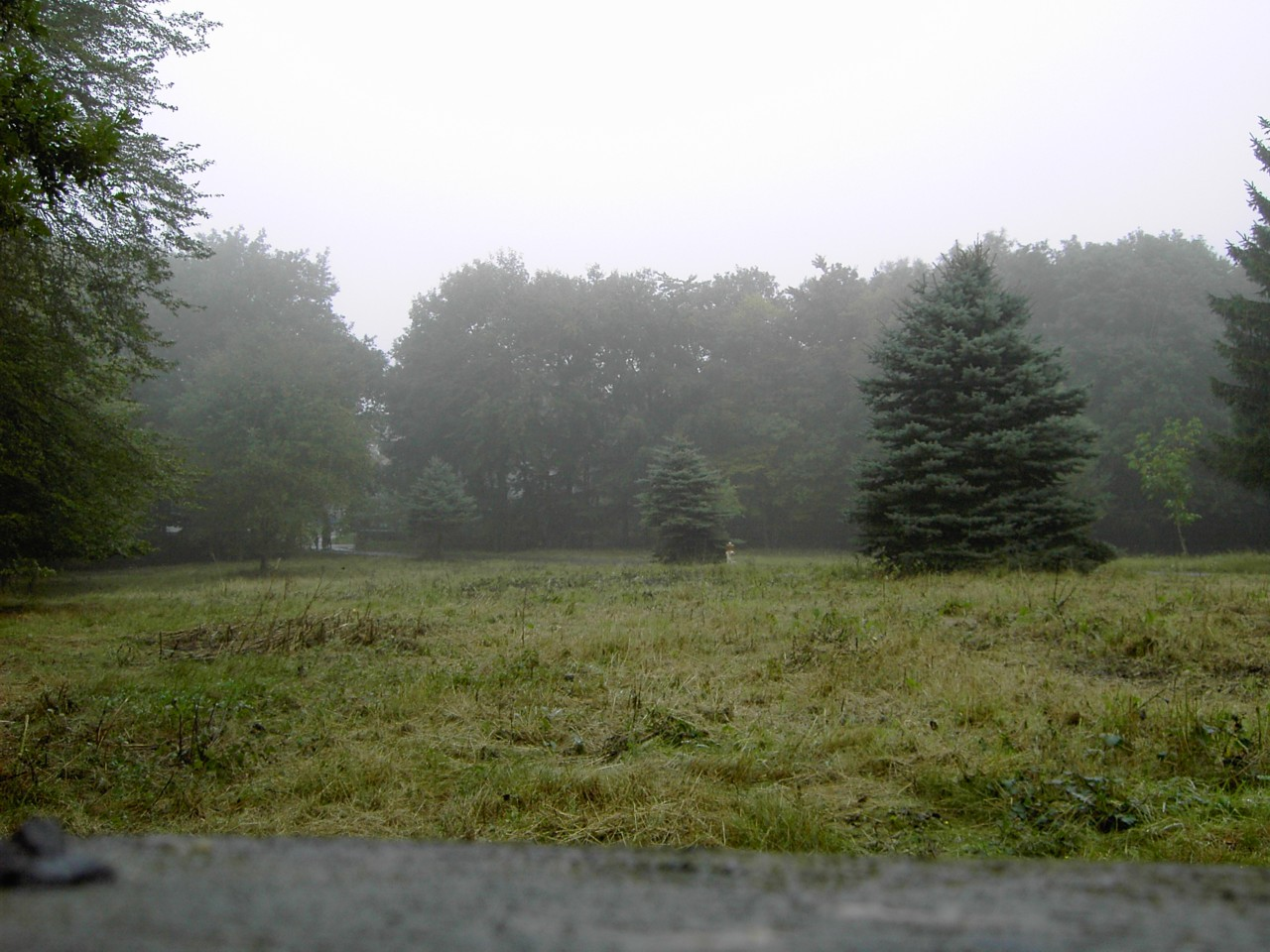
Blick vom zentralen Pfosten auf den nördlichen Eingang (im linken Drittel des Bildes)
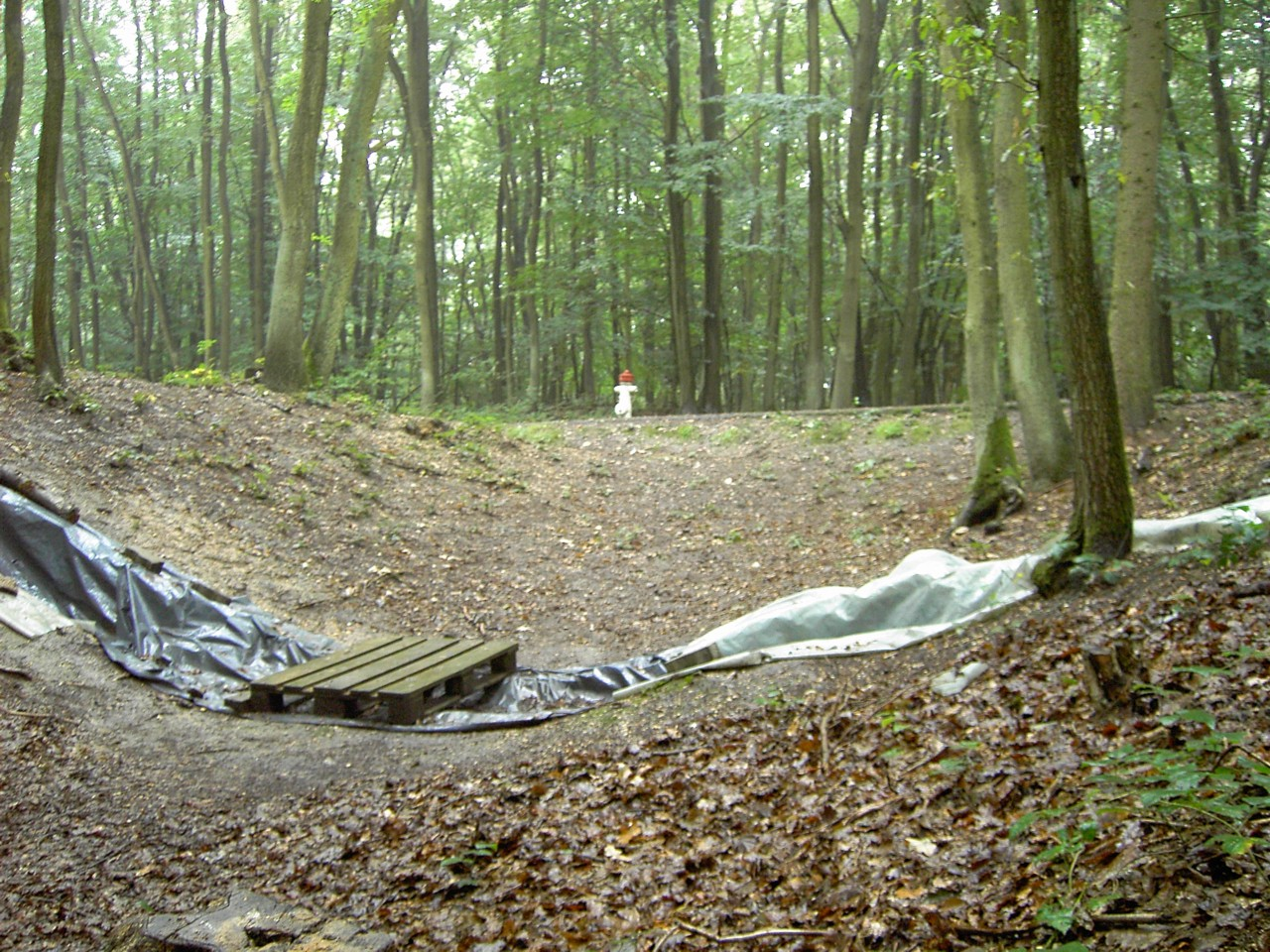
Erdbrücke beim südlichen Eingang, im Vordergrund aktueller Grabungsschnitt (9/2004)
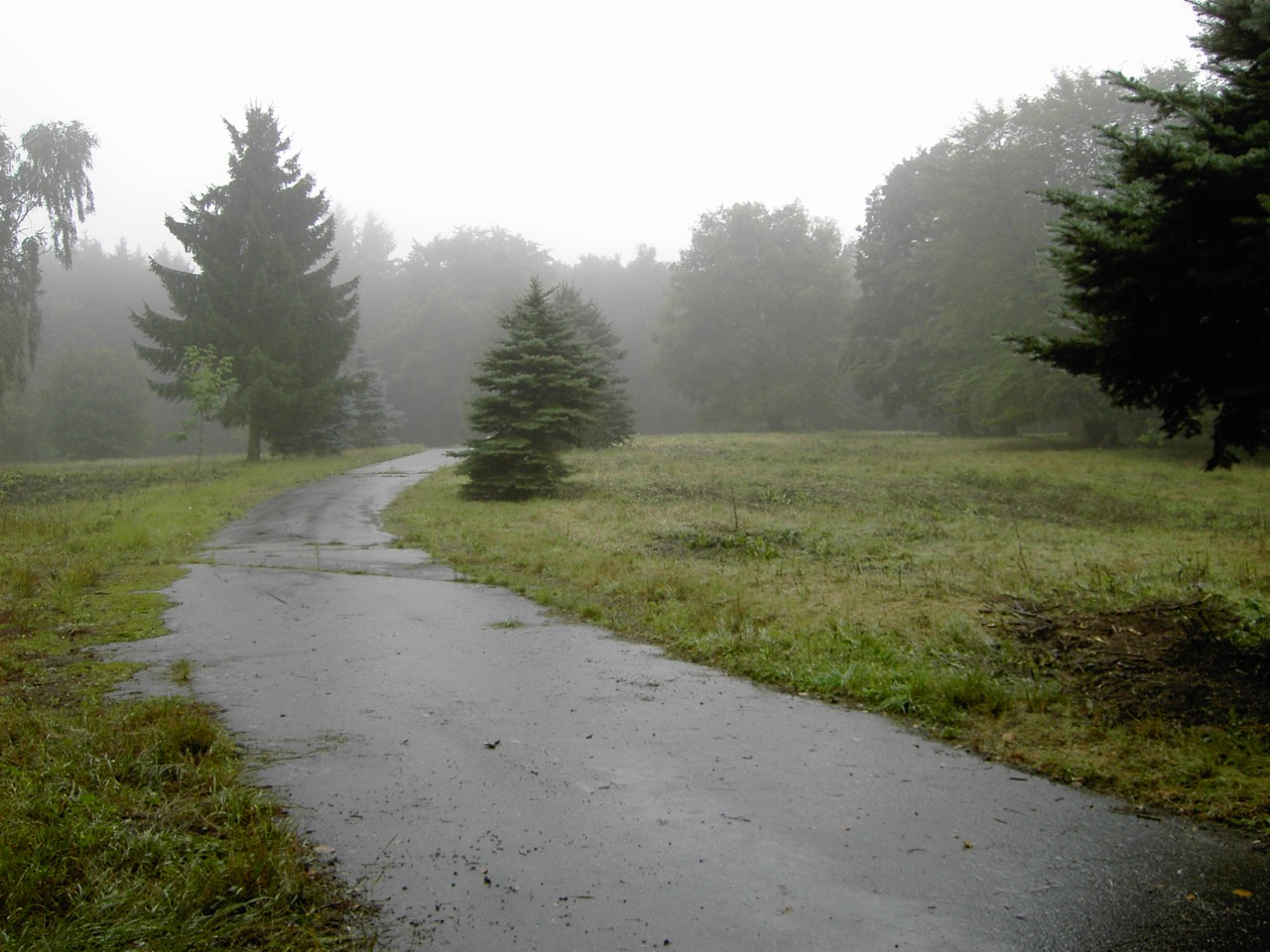
Auf diesem Bild ist der Rand des inneren Plateaus zu erkennen (in Richtung südlicher Eingang fotografiert). Besonders gut zu erkennen links des Nadelbaumes im linken Drittel des Bildes.